# Многомерное время
Многомерное время — гипотезы существования времени с размерностью больше единицы. Эти гипотезы имеют определённое распространение в физике, философии и фантастике.

## В физике
Специальная теория относительности (СТО) описывает пространство-время в виде псевдориманова многообразия с одним отрицательным собственным значением метрического тензора, которое соответствует «временноподобному» направлению. Метрика с несколькими отрицательными собственными значениями будет соответственно подразумевать наличие нескольких временных направлений, то есть время будет многомерным, но в настоящее время нет консенсуса насчёт связи этих дополнительных «времён» с временем в обычном понимании.
Гипотезы многомерного времени выдвигались в физике двояко: как возможное теоретическое описание реальности или как любопытная возможность, вероятно, не имеющая отношения к известной природе. Например, Ицхак Барс опубликовал работу «Физика двухмерного времени», основанную на симметрии SO (10, 2) расширенной структуры суперсимметрии М-теории, являющийся самой современной и систематизированной разновидностью данной теории (см. также F-теория).
Вопрос возможной многомерности времени тесно связан с антропным принципом. Например, Макс Тегмарк рассматривает гипотезы миров с размерностью времени T > 1 с точки зрения антропного принципа и приходит к выводу о невозможности существования разумной жизни в такой модели мира. В общем случае неизвестно функционирование физических законов в мире с многомерным временем. Если Т отлично от 1, поведение физических систем не может быть выведено из знания соответствующих дифференциальных уравнений в частных производных — задача Коши для волнового уравнения становится плохо определённой. Иными словами, в мире с многомерным временем невозможно точно рассчитать поведение физических систем в будущем, а любой расчёт физических законов будет иметь несколько решений — будущее такой вселенной невозможно спрогнозировать. Разумная жизнь, способная использовать технологии, в подобной вселенной не могла бы возникнуть. Единственный вариант однозначного решения для физических уравнений в мире с многомерным временем — это движение наблюдателя со скоростью света, когда время для него вообще не существует. Таким образом, соблюдение антропного принципа исключает любые варианты мира помимо N = 3 и Т = 1 (или N = 1 и Т = 3 в других концепциях). Более того, Тегмарк утверждает, что если T > 1, протоны и электроны были бы неустойчивы и могли бы распадаться на более массивные частицы. (Это не проблема, если частицы имеют достаточно низкую температуру.) При T > 1 субатомные частицы, распадающиеся в течение определённого периода, вели бы себя непредсказуемо, геодезическая линия не обязательно была бы максимальной для времени.

## В философии
В 1927 году было опубликовано эссе «Эксперимент со временем» Джона Данна. В этом эссе выдвигается гипотеза о существовании человека одновременно на двух уровнях: в субъективном течении времени (см. стрела времени) и вне временной оси с возможностью одновременно видеть прошлое, настоящее и будущее (см. этернализм). В своей статье «The Unreality of Time» английский философ Джон Эллис Мак-Таггарт разделяет время на два ряда: А-серии и В-серии (см. Этернализм#Аргументация Джона Мак-Таггарта).
Гипотеза многомерного времени также рассматривались в аналитической философии.
Английский философ Джон Беннет рассматривает модель Вселенной с 6 измерениями: 3 пространственными и 3 временными (имеющими названия «время», «вечность» и «гипарксис (hyparxis)»). Под временем Джон Беннет понимает привычное для нас линейное течение событий. К гипервремени он относит вечность и гипарксис, имеющие собственные, отличные от времени свойства. Вечность Джон Беннет называет космологическим временем и вневременным временем. Гипарксис (от др.-греч. ὕπαρξις — существование) является состоянием бытия и действует в области квантовых процессов. Соединение времени и вечности даёт возможность создания многовариантной космологии с параллельными вселенными, дающими большой спектр возможностей. Существование такого временного измерения, как гипарксис, делает возможным многие научно-фантастические идеи: путешествие во времени, перемещение между параллельными мирами и движение быстрее скорости света. Хотя идеи Джона Беннета довольно любопытны, но они основаны на субъективных аспектах восприятия времени и не имеют полностью научной основы. Также остается открытым вопрос измерения этих гипотетических временных измерений.
В качестве решения проблемы субъективного прохождения времени, Данн предложил бесконечную иерархию измерений времени, населенную аналогичной иерархией уровней сознания. Данн предположил, что в контексте «блочного» пространства-времени, моделируемого Общей теорией относительности, необходимо второе измерение времени, чтобы измерить скорость своего продвижения по собственной шкале времени. Это в свою очередь требовало уровня сознательного я, существующего на втором уровне времени. Но те же самые аргументы затем применялись к этому новому уровню, требующего третьего уровня, и так далее в infinite regress. В конце регресса был «превосходный генеральный наблюдатель» существовавший в вечности. Он опубликовал свою теорию в отношении подсознательных снов в своей книге 1927 года Эксперимент со временем и продолжил исследовать её отношение к современной физике в Последовательной Вселенной (1934). Его бесконечный регресс был раскритикован как логически ошибочный и ненужный, хотя такие авторы, как Пристли, признавали возможность его второго временного измерения.

## В фантастике
- В завершающем романе трилогии Люди как боги «Кольцо обратного времени» (1977) Сергей Снегов вкладывает в уста главного героя слова: «В этом и есть моя мысль — вырваться из одномерного, прямолинейного времени во время двумерное…»[7]
- В романе Роберта Хайнлайна «Число зверя» (1979) Вселенная имеет 6 измерений, в том числе 3 временных (обозначаемые t, τ и т).
- В романе «Израненное небо» (1983) сериала «Звёздный путь» Дианы Дуэйн физик Hamalki K’t’lk утверждает, что время имеет 3 измерения («начало», «продолжение» и «конец»).
- В тетралогии «Обеспечение» (англ. Ware) (2000) Руди Рюкера инопланетная раса метамарсиан происходит из области космоса с двухмерным временем[8].
- В серии комиксов Sonic the Hedgehog теория многомерного времени используется для объяснения встречи главного героя Соника со своим злым близнецом Scourge.
- В финальной книге трилогии «Воспоминания о прошлом Земли», Лю Цысинь рисует картину первозданной вселенной, имеющей два временных измерения: «Когда-то вселенная представляла собой сад Эдема- структуру с десятью пространственными измерениями и, вероятно, двумя временными, являлась неизмеримо более широким, глубоким и открытым местом бесконечной сложности в каждой точке пространства, беспредельной открытости и неограниченной детальности по каждой дополнительной оси, бесчисленно помноженной бескрайности по каждому направлению, миром, в котором скорость света могла пересечь весь космос за планковское время и обладала мгновенным прямым действием на расстоянии»